# Cueva del Sumidero II
La cueva del Sumidero II es un abrigo con representaciones rupestres localizado en el término municipal de Tarifa, provincia de Cádiz (España). Pertenece al conjunto de yacimientos rupestres denominado Arte sureño, muy relacionado con el arte rupestre del arco mediterráneo de la península ibérica. 
Este abrigo descubierto y descrito por el investigador francés Henri Breuil en 1929 se localiza en las cercanías de la finca de Casas Ranchiles y en 1975 no pudo ser localizado por el historiador alemán Uwe Topper. En los alrededores aparecen las cuevas  del Helechar I,  del Helechar II, de Ranchiles y el yacimiento de la peña de Ranchiles. Esta cueva, en realidad un pequeño agujero en la pared junto a la Cueva del Sumidero I aparecen varias manchas de color negro muy degradadas que no pueden ser interpretadas.